# Hat Yai
Hat Yai (in lingua thai: หาดใหญ่, trascrizione IPA: hàːt jàj, trascritta anche Haad Yai o Had Yai) è una città maggiore (thesaban nakhon) della Thailandia di 149 459 abitanti, situata nel gruppo regionale della Thailandia del Sud nei pressi del confine con la Malaysia. Il suo territorio occupa una parte del Distretto di Hat Yai, in Provincia di Songkhla.
È il centro più popolato della provincia e il quarto della Thailandia, ma il capoluogo provinciale è il Distretto di Mueang Songkhla, dove si trova la città di Songkhla. In ambito provinciale, Hat Yai è il centro economico mentre Songkhla è la capitale culturale e politica. Le due città distano circa 20 km e formano l'area metropolitana di Hat Yai-Songkhla.

## Geografia fisica

### Territorio
La città si trova all'estremità meridionale della Thailandia, 944 km a sud della capitale Bangkok e 52 km a nord del posto di frontiera con la Malesia situato a Padang Besar.

### Clima
Hat Yai ha un clima monsonico caldo e umido caratterizzato da due sole stagioni, quella delle piogge da maggio a dicembre e quella secca da gennaio ad aprile. In novembre può succedere che piova quasi tutti i giorni, la media mensile più alta delle precipitazioni è di 294,9 mm a novembre e la più bassa di 14,9 mm a febbraio. La media mensile delle temperature massime varia dai 29,4 gradi di dicembre ai 34,2 di marzo. La media delle minime varia dai 21,4 gradi di gennaio ai 23,8 di maggio.

## Origini del nome
Il nome Hat Yai è l'abbreviazione di Mahat Yai, il grande mahat (in thai: มะหาด), l'Artocarpus lacucha, albero i cui frutti sono simili a quelli del jackfruit ed entrambi fanno parte del genere Artocarpus.

## Storia
Hat Yai era chiamata Khok Sa-Met Choon ed era un piccolo villaggio fino a quando fu costruita la ferrovia, che la fece diventare il principale nodo ferroviario della Thailandia meridionale. In origine, la linea proveniente da Songkhla si univa alla linea principale in località Utapao, ma la zona era soggetta a inondazioni e nel 1922 la giunzione fu spostata a Khok Sa-Met Choon, dove a quel tempo vi erano solo 4 residenti. Fu grazie agli investimenti di Khun Nippat Chinnakorn (nome cinese 謝枢泗, Jia Gi Si), un immigrato cinese di etnia Hakka diventato il contraente generale per i lavori della ferrovia, e attorno allo snodo crebbe la città.
Nel 1928, Hat Yai ottenne lo status di "comunità" (in thai: Chumchon), nel 1935 divenne un distretto sanitario (sukhaphiban) e la sua area era di 4,4 km². Nel 1938 fu completato il palazzo municipale e nel 1949 Hat Yai fu dichiarata "città minore" (thesaban mueang). In quegli anni, con il miglioramento della rete stradale e ferroviaria, è diventata un importante centro di scambi commerciali con la Malesia. Nel 1961, l'area comunale fu portata a 8 km² e nel 1968 fu inaugurato il nuovo e più grande municipio. Nel 1977 l'area comunale fu portata agli odierni 21 km² e nel 1995 Hat Yai ottenne lo status di città maggiore (thesaban nakhon), riservato alle municipalità thailandesi che superano i 50.000 abitanti e possiedono determinati requisiti finanziari.

### Attentati terroristici
Centro economico di primaria importanza, Hat Yai è diventata bersaglio dei separatisti musulmani, particolarmente forti e radicati in questa zona del Paese. Il 3 aprile 2005, alcune bombe scoppiarono al locale Carrefour e all'Aeroporto internazionale di Hat Yai, facendo due vittime e dozzine di feriti. Il 16 settembre 2006, altre bombe hanno ucciso quattro persone e ne hanno ferite settanta; sebbene nessun gruppo abbia rivendicato la paternità dell'attentato, si ritiene che gli autori siano stati i separatisti musulmani.
Il 31 marzo 2012, un'autobomba esplose al Lee Gardens Plaza Hotel, uccidendo cinque persone e ferendone centinaia. Secondo il Regio Esercito Thailandese, l'attentato fu opera di membri del gruppo separatista Barisan Revolusi Nasional.

## Monumenti e luoghi d'interesse
- Cascate Ton Nga - sono situate a circa 25 km dal centro. Sono una delle maggiori attrazioni della provincia e sono particolarmente spettacolari nella stagione delle piogge.
- Parco municipale Nakhon Hat Yai.
- Wat Hat Yai Nai - complesso templare buddhista che ospita la terza più grande statua di Buddha reclinato al mondo
- Festival di Chak Phra - importante festival buddhista che si celebra la prima notte di ottobre
- Festival lunare cinese - celebrato sia dai cinesi che dai thai in settembre o ottobre.
- Nella vicina Songkhla si possono visitare il Lago di Songkhla (il più grande lago del Paese) e il Monte Tang Guan.

## Società

### Evoluzione demografica
Nel 2020, la popolazione era di 149 459 abitanti,, che la rendono una città maggiore (thesaban mueang) e la quarta più popolata del Paese dopo Bangkok, Nonthaburi e Pak Kret, queste ultime situate nella Regione metropolitana di Bangkok. La maggior parte degli abitanti sono thai e musulmani di etnia malese, ma vi sono larghe fasce della popolazione di etnia cinese. La città è spesso affollata da malesi provenienti dalla vicina frontiera.

## Cultura

### Istruzione
Sebbene non sia il capoluogo provinciale, Hat Yai ospita l'Università Principe di Songkhla, il più importante ateneo della Thailandia del Sud.

### Cucina
Hat Yai è rinomata per le sue pietanze, in particolare quelle a base di frutti di mare. La gastronomia locale ha assorbito le tradizioni delle cucine cinese, thailandese e malese.

## Economia
Hat Yai si è sviluppata rapidamente come moderna città commerciale grazie alla sua posizione nei pressi del confine malese e come principale centro lungo la più importante strada che collega Thailandia e Malesia. Ha assunto ulteriore importanza con la costruzione della linea ferroviaria che arriva a Singapore e soprattutto per essere all'incrocio dei due rami della ferrovia che portano verso la costa orientale e la costa occidentale malese. Grazie alla sua posizione è un centro nevralgico di maggiore importanza per quanto riguarda i trasporti, il commercio e il turismo nella Thailandia meridionale. Centro di un vasto mercato e di scambi commerciali con il sud della penisola malese, tra i più importanti prodotti in vendita ad Hat Yai vi sono lo stagno, la gomma e i prodotti tessili, soprattutto la seta e il cotone thailandesi e i tradizionali batik provenienti dalla Malesia. I più importanti mercati cittadini sono Kim Yong e Santisuk, nei quali si trovano una vasta gamma di prodotti nazionali e di importazione a prezzi convenienti e cibi di qualità.

## Infrastrutture e trasporti

### Ferrovie
Lo snodo ferroviario di Hat Yai è diventato il principale della linea meridionale della Ferrovia di Stato della Thailandia sin da quando è stato costruito. La stazione cittadina serve numerosi convogli al giorno, la maggior parte dei quali thailandesi. La linea proveniente da Bangkok si sdoppia a Hat Yai e le due linee che si creano vanno verso la Malaysia, una lungo la costa orientale e una lungo la costa occidentale della penisola malese.

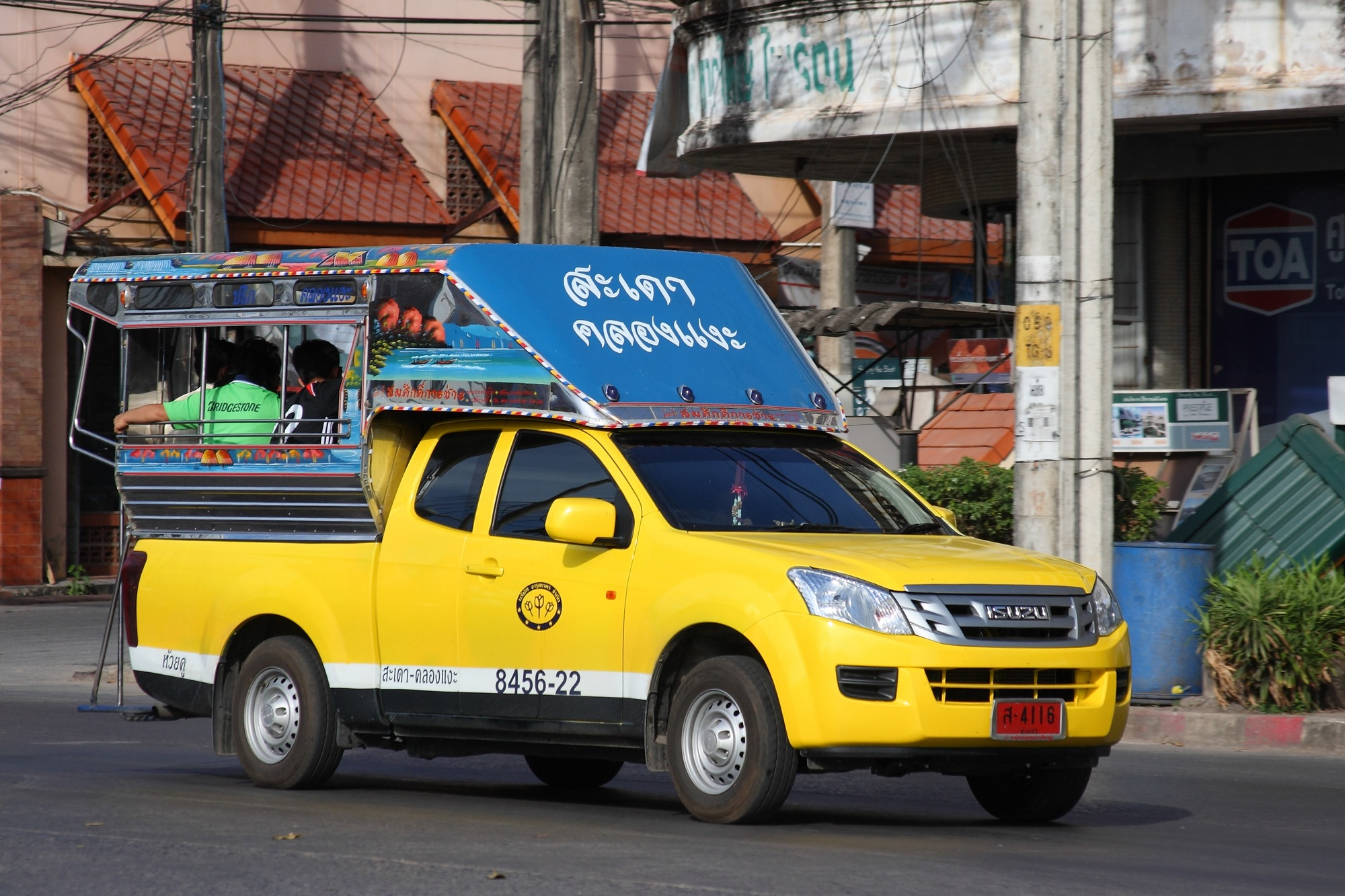
Songthaew di Hat Yai

### Strade
Parallele a tali linee ferroviarie corrono rispettivamente le autostrade asiatiche AH18 e AH2. Anche la stazione degli autobus cittadina è il principale snodo del traffico nel meridione, vi partono autobus diretti nelle maggiori città della Thailandia del Sud e in molte più a nord, tra cui Bangkok e Nakhon Ratchasima. Diversi autobus sono diretti in Malesia, alcuni fino alla capitale Kuala Lumpur. Particolarmente efficienti e veloci sono i minivan adibiti al trasporto pubblico, che a loro volta raggiungono molte località thai e malesi. I più utilizzati mezzi di trasporto per la mobilità cittadina sono i songthaew, i tuk-tuk e i mototaxi.

### Aeroporto
L'Aeroporto internazionale di Hat Yai si trova 9 km a sud-ovest del centro cittadino e i suoi voli collegano la città con diverse destinazioni nazionali e internazionali, tra cui Kuala Lumpur e Singapore. È il quinto aeroporto più trafficato del Paese; nel 2011 ha servito 1 869 113 passeggeri.

## Galleria d'immagini

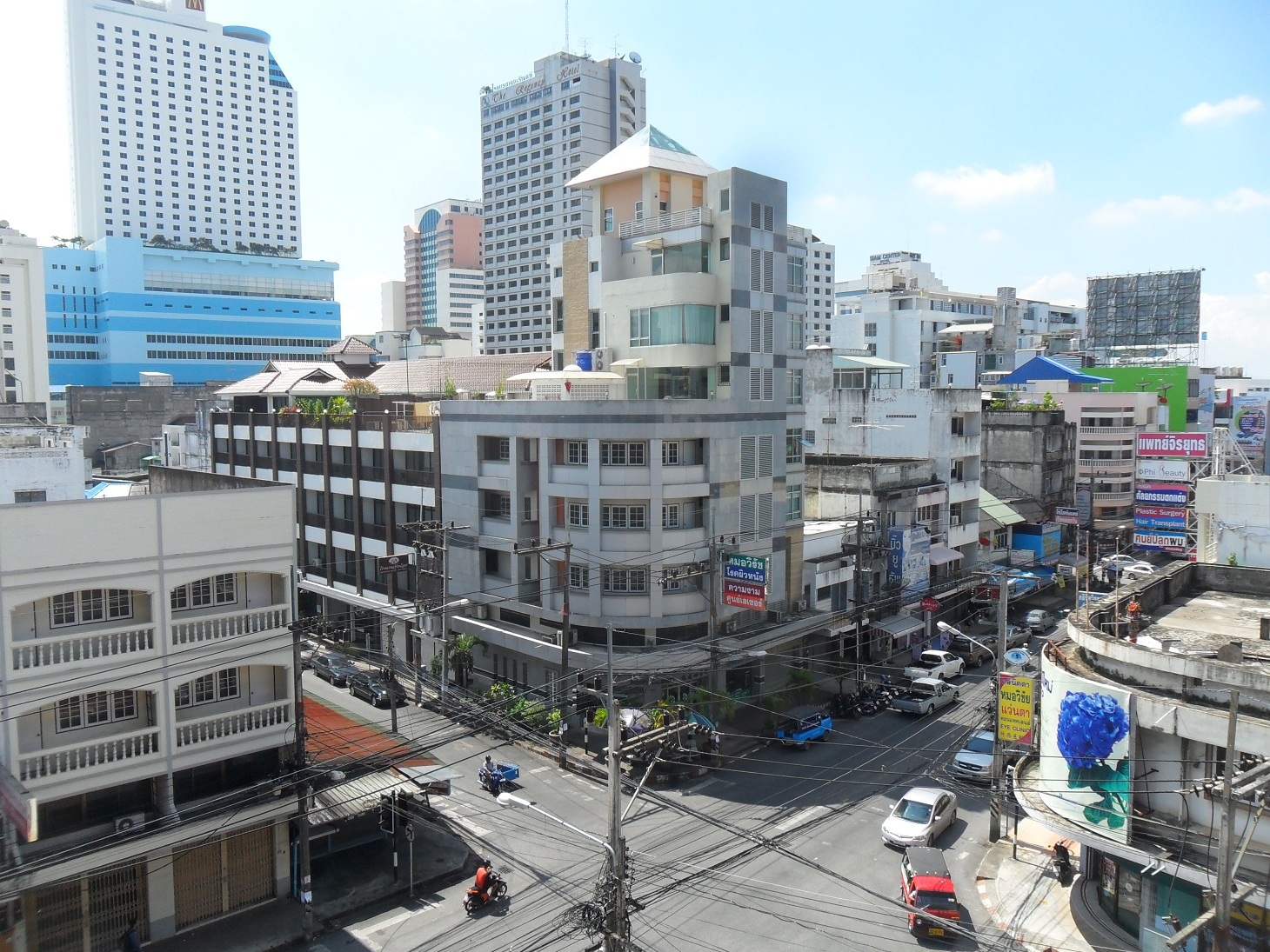
Centro cittadino
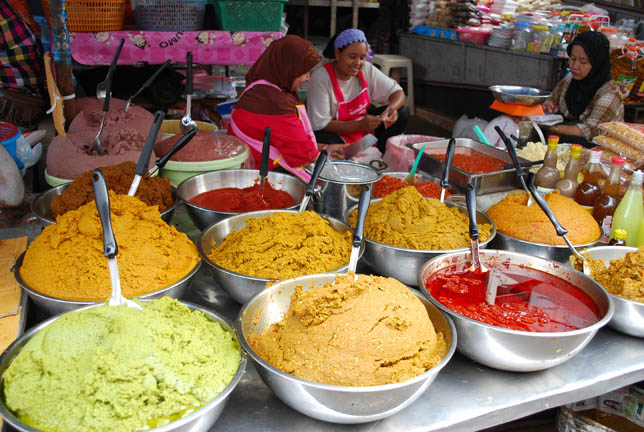
Tradizionali curry del sud della Thailandia in un mercato cittadino
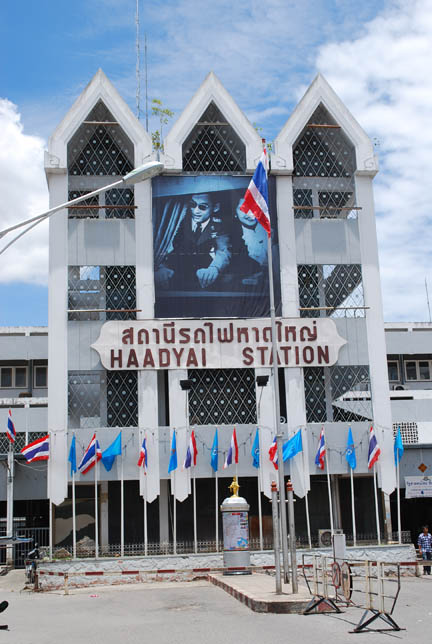
Stazione ferroviaria di Hat Yai
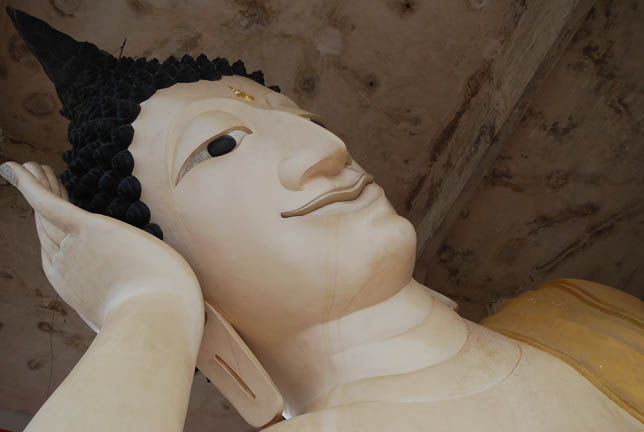
Buddha reclinato nel Wat Hat Yai Nai.
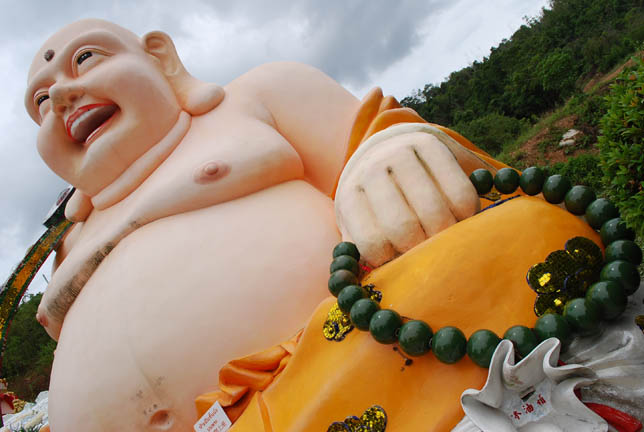
Buddha cinese che ride nel parco municipale
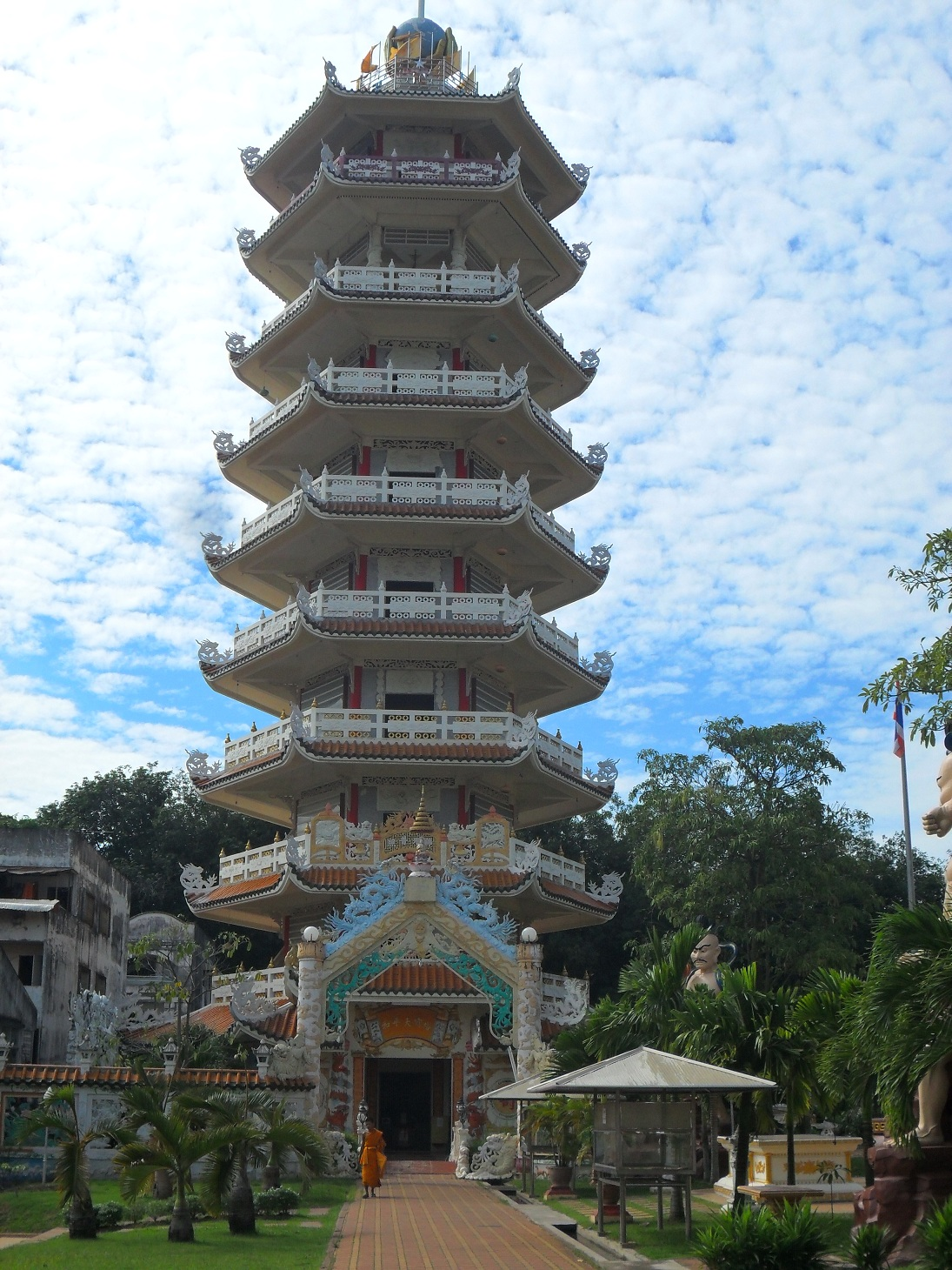
Pagoda al Wat Mahanya Vidaya
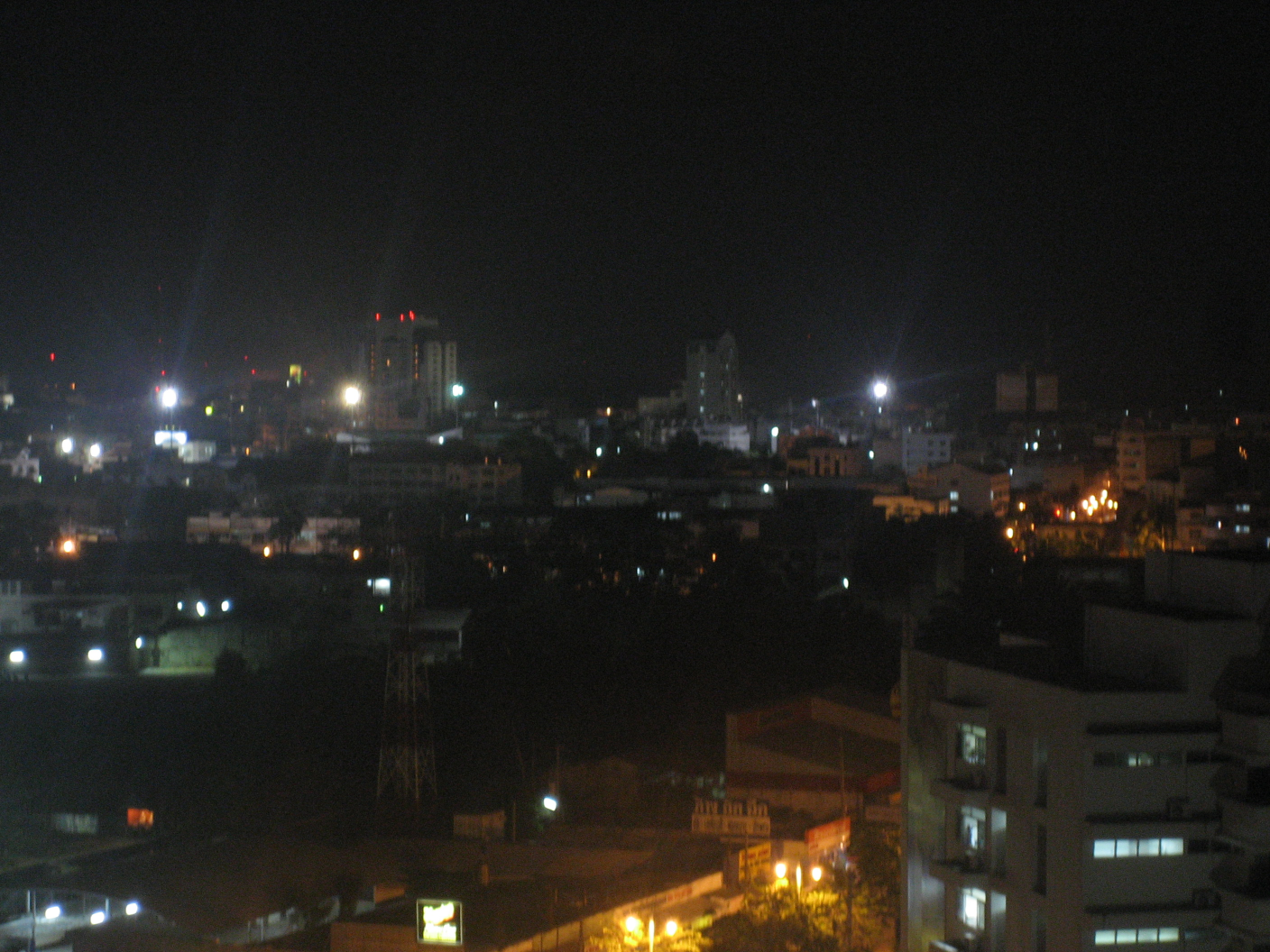
Hat Yai di notte